# Wielowieś (osada leśna w powiecie ostrowskim)
Wielowieś – osada leśna w gminie Sieroszewice, w powiecie ostrowskim, w województwie wielkopolskim.
W latach 1975–1998 do województwa kaliskiego.